# Rituel des rubans
Pour les articles homonymes, voir handfasting.

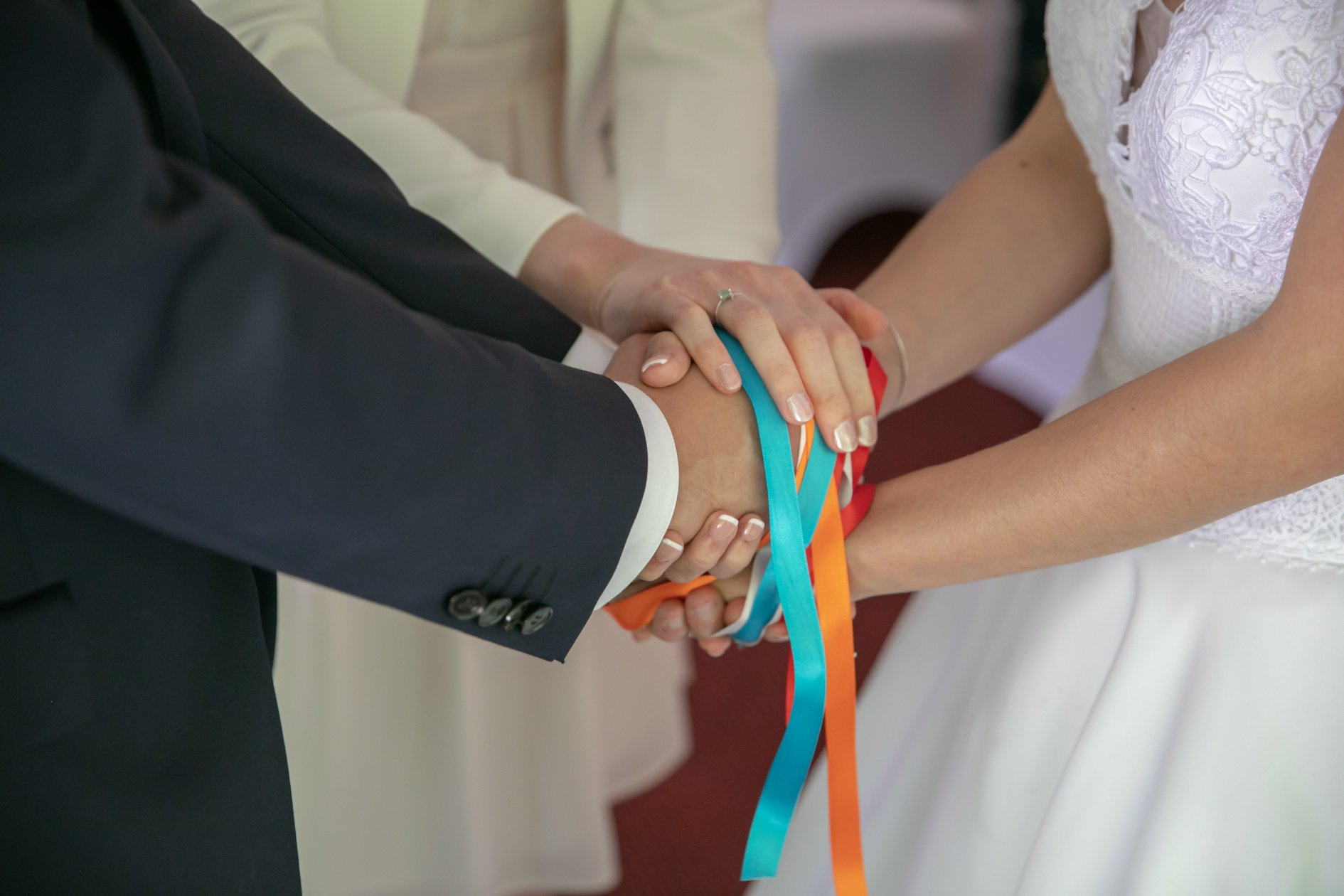
Rituel des rubans.

Le rituel des rubans ou « handfasting » est un folklore rural et à une coutume néo-païenne qui se retrouve généralement dans les pays d'Europe de l'Ouest, dans laquelle un couple tient une cérémonie d'engagement. Cet engagement peut être perçu comme temporaire et séculaire ou d'une variété spirituelle et d'une longueur plus longue selon le contexte. 

## Origine du terme
Le terme « handfasting » est le terme historique correspondant à « betrothal » (« fiançailles ») « wedding » (« mariage ») en Grande-Bretagne et en Irlande. Aux XVIe et XVIIe siècles en Écosse, particulièrement dans les Hébrides, le terme pouvait faire référence à un mariage temporaire.
Le verbe « to handfast », avec pour sens de « promettre formellement, faire un contrat » est attesté en vieil anglais tardif, notamment dans le contexte des contrats de mariage. Le terme dérivé « handfasting » est utilisé pour les cérémonies d'engagement ou de fiançailles en anglais moderne naissant. Le terme a probablement été emprunté par l'anglais au vieux norrois handfesta signifiant « conclure un accord en se joignant les mains ». Il y a aussi des comparaisons avec les langues ingvaeoniques : le vieux frison hondfestinge et le moyen bas allemand hantvestinge. Le terme est dérivé du verbe to handfast, utilisé en anglais moyen et moderne pour la conclusion des contrats.
Le terme handfasting ou hand-fasting a été utilisé par le néopaganisme celtique et le wicca pour les cérémonies de mariages au moins à partir de la fin des années 1960, et fut utilisé pour la première fois dans ce sens à l'écrit par Hans Holzer (en) à cette période.
Le handfasting a été mentionné dans la biographie de Jim Morrison No One Here Gets Out Alive (1980) et à nouveau dans le film The Doors en 1991, où une version de la vraie cérémonie de handfasting conduite en 1970 par Morrison et Patricia Kennealy-Morrison fut rejouée (avec la vraie Patricia Kennealy-Morrison jouant le rôle de la prêtresse néo-païenne).

## Pratique contemporaine
Le rituel est matérialisé, non seulement par la jonction des mains, mais aussi par le fait de nouer des rubans aux poignets des mariés. 
Il rappelle l’expression anglaise « tie the knot » que l’on peut traduire par « sceller l'union ».
Pour réaliser ce rituel, le maître de cérémonie ou des personnes désignées, réalisent des nœuds avec des rubans colorés autour des mains du couple pour symboliser l’union et l’amour.
Il est utilisé dans les célébrations de mariage, de renouvellement de vœux lors des anniversaires de mariage, ou les baptêmes laïcs.  